# Christian Menardi
Christian Menardi (Sacile, 22 febbraio 1983) è un allenatore di hockey su ghiaccio ed ex hockeista su ghiaccio italiano, di ruolo attaccante.

## Carriera
Menardi, dopo una prima stagione in seconda serie con il Cortina, giocò la stagione 2002-03 con l'HC Torino. Esordì l'anno successivo in Serie A nella stagione 2003-04 con la Sportivi Ghiaccio Cortina con 27 presenze e 3 gol.
Nelle stagioni successive vestì sempre la maglia degli Scoiattoli, conquistando nella stagione 2006-07 lo Scudetto e una Coppa Italia nel 2012. All'interno della squadra ha ricoperto il ruolo di capitano alternativo (2011-2015) e, nella sua ultima stagione sul ghiaccio, di capitano (2015-2016).

## Palmarès

### Club
- Campionato italiano: 1

Cortina: 2006-2007
- Coppa Italia: 1

Cortina: 2011-2012